# Emma Fuhrmann
Emma Fuhrmann (Dallas, 15 de setembro de 2001) é uma atriz americana. Ela é conhecida por seus papéis como Finnegan O'Neil em The Magic of Belle Isle (2012) com Morgan Freeman e Virginia Madsen, Espn Friedman em Juntos e Misturados com Adam Sandler e Drew Barrymore e Cassie Lang Avengers: Endgame.

## Vida Pessoal
Nascida em Dallas, Emma é uma ávida defensora da Associação de Alzheimer e é uma das Celebridades Campeãs desde 2011. Ela também apoia famílias militares dos EUA por meio de Boot Campaign. Ela faz com que seja seu objetivo sempre ajudar à comunidade onde costuma gravar seus filmes, como em Greenwood Lake, Nova Iorque, onde ela gravou The Magic of Belle Isle, ou o orfanato em Grace Help Centre, em Rustenburg, África do Sul perto de onde ela gravou Juntos e Misturados. Ela também trabalha com pacientes com câncer no Cook Children's Hospital, em Fort Worth, Texas, e é uma forte defensora do The Gentle Barn, um santuário da Califórnia para animais maltratados, bem como da The Humane Society of the United State.
Emma disse que ela é muito atlética, nadando em uma equipe de natação no verão e esquiando nas encostas no inverno. Em entrevistas, ela disse que gosta de moda e desenhar suas próprias roupas. Ela quer ter sua própria gravadora algum dia. Ela juntou-se a Drew Barrymore's Flower Beauty em julho de 2013 para promover sua nova linha de maquiagem para o público adolescente.

## Carreira
Ela começou como modelo quando tinha apenas 18 meses de idade para a Kim Dawson Agency em Dallas, Texas. Ela fez campanhas impressas para a T-Mobile, a Neiman Marcus, a Dillards, a JC Penney, a AAFES, a Belk e muitas outras. Aos 5 anos de idade, a agência enviou-a em sua primeira audição para um comercial e ela conseguiu o emprego (Dallas Morning News Commercial). Ela fez vários comerciais para Subway, Heart for Heart Dolls, TXU Energy e The Great Wolf Lodge. Seus créditos televisivos incluem o episódio piloto do drama da NBC / Bruckheimer, Chase, como Sissy Peele, atriz convidada do drama Prime Suspect, da NBC, como Amanda Patterson, o drama da FOX The Good Guys e como atriz convidada da NBC Chicago Fire como Erica Ballard. Ela também apareceu como Regan Lundstrom no drama Lifetime (rede de TV) "Girl Followed", produzido pela MarVista Entertainment. Seus créditos cinematográficos incluem seu papel como Finnegan O'Neil contracenando com Morgan Freeman em The Magic of Belle Isle, dirigido por Rob Reiner e seu papel como a filha do personagem de Adam Sandler, Espn, em Juntos e Misturados, estrelando Adam Sandler e Drew Barrymore. Fuhrmann também estrelou o filme de 2015 Lost in the Sun, com Josh Duhamel e Lynn Collins. Acredita-se que ela interpretará Cassie Lang mais velha no filme da Marvel Studios Avengers: Endgame. Ela foi nomeada um dos 11 Summer Box Office Newbies que você pode conhecer mais sobre no site Teen.com.

## Filmografia

#### Filmes
| Ano  | Título                 | Personagem       | Nota       |
| ---- | ---------------------- | ---------------- | ---------- |
| 2009 | The Fandango Sisters   | Lil' Tiffany     |            |
| 2010 | Emma's Wish            | Dançarina        | Curta      |
| 2010 | "On to Me" by Ladylike | Garota de Chumbo | Videoclipe |
| 2011 | Raspberry Jam          | Payton McMurphy  | Curta      |
| 2012 | Are We Listening?      | Ashley           | Curta      |
| 2012 | O Reencontro           | Finnegan O'Neil  |            |
| 2014 | Juntos e Misturados    | Espn Friedman    |            |
| 2015 | Lost in the Sun        | Rose             |            |
| 2017 | Girl Followed          | Regan Lindstrom  |            |
| 2019 | Avengers: Endgame      | Cassie Lang      |            |

#### Televisão
| Ano  | Título                        | Personagem       | Nota                               |
| ---- | ----------------------------- | ---------------- | ---------------------------------- |
| 2010 | Chase                         | Sissy Peele      | Episódio: "Pilot"                  |
| 2010 | The Good Guys                 | Oficial Junior   | Episódio: "Little Things"          |
| 2011 | Prime Suspect                 | Amanda Patterson | Episódio: "Underwater"             |
| 2012 | WFAA Good Morning Texas (GMT) | Ela Mesma        | Discurso sobre O Reencontro        |
| 2014 | WFAA Good Morning Texas (GMT) | Ela Mesma        | Discurso sobre Juntos e Misturados |
| 2014 | Home and Family               | Ela Mesma        | Discurso sobre Juntos e Misturados |
| 2018 | Chicago Fire                  | Erica Ballard    | Episódio: "What Will Define You"   |

## Prêmios e indicações
| Ano  | Associação           | Categoria                                                | Indicação           | Resultado |
| ---- | -------------------- | -------------------------------------------------------- | ------------------- | --------- |
| 2012 | Gideon Film Festival | Melhor Atriz de Curta Metragem                           | "Are We Listening?" | Indicado  |
| 2015 | Young Artist Awards  | Melhor Performance em Longa Metragem - Elenco Jovem      | Juntos e Misturados | Venceu    |
| 2015 | Young Artist Awards  | Melhor Performance em Longa Metragem - Atriz Coadjuvante | Juntos e Misturados | Indicado  |